# Trypogeus superbus
Trypogeus superbus là một loài bọ cánh cứng trong họ Cerambycidae.